# 越後屋スクールスタジオ
越後屋スクールスタジオ（えちごやスクールスタジオ）は、株式会社クラフティが運営する撮影スタジオ。廃校となった小学校をスタジオとして貸し出しており、多くのテレビ番組などで学校スタジオとして使用されている。JUIDAにより認定されたドローンスクールとしても使用される。

## スタジオ
- 長南東小学校スタジオ

千葉県長生郡長南町内4校の統合により廃校となった長南町立東小学校を使用している。
- 金江津小学校スタジオ

茨城県河内町の小学校統合により廃校となった河内町立金江津小学校を使用している。
- 神立小学校スタジオ

新潟県南魚沼郡湯沢町にあり廃校となった湯沢町立神立小学校を使用している。